# Ilocab
Ilocab je jedno od tri izvorna plemena Quiché Indijanaca, koji su uz plemena Tamub i Quiché imali Tohila za svoga boga. Tamubi, Ilokabi i srodna plemena, prema Popol Vuhu, u Gvatemalu dolaze s Istoka, a Ilokabi se nastanjuju u kraju zvanom Amac-Uquincat, u Knjigama Gospodara iz Totonikapana, nazivano Uquín. Uquincat znači 'mreža od tikava ("net of gourds"), od uqui = drvo, koje daje plodove oblika tikava; Cat znači mreža. U starim knjigama  Título de los Señores de Sacapulas, spominju se njihove poglavice Chi-Ya-Toh, Chi-Ya-Tziquin, Xol-Chi-Tum, Xol-Chi-Ramag i Chi-Pel-Camuhel.